# 封神演义各回概要
本条目介绍封神演义的主要剧情概要。

### 背景

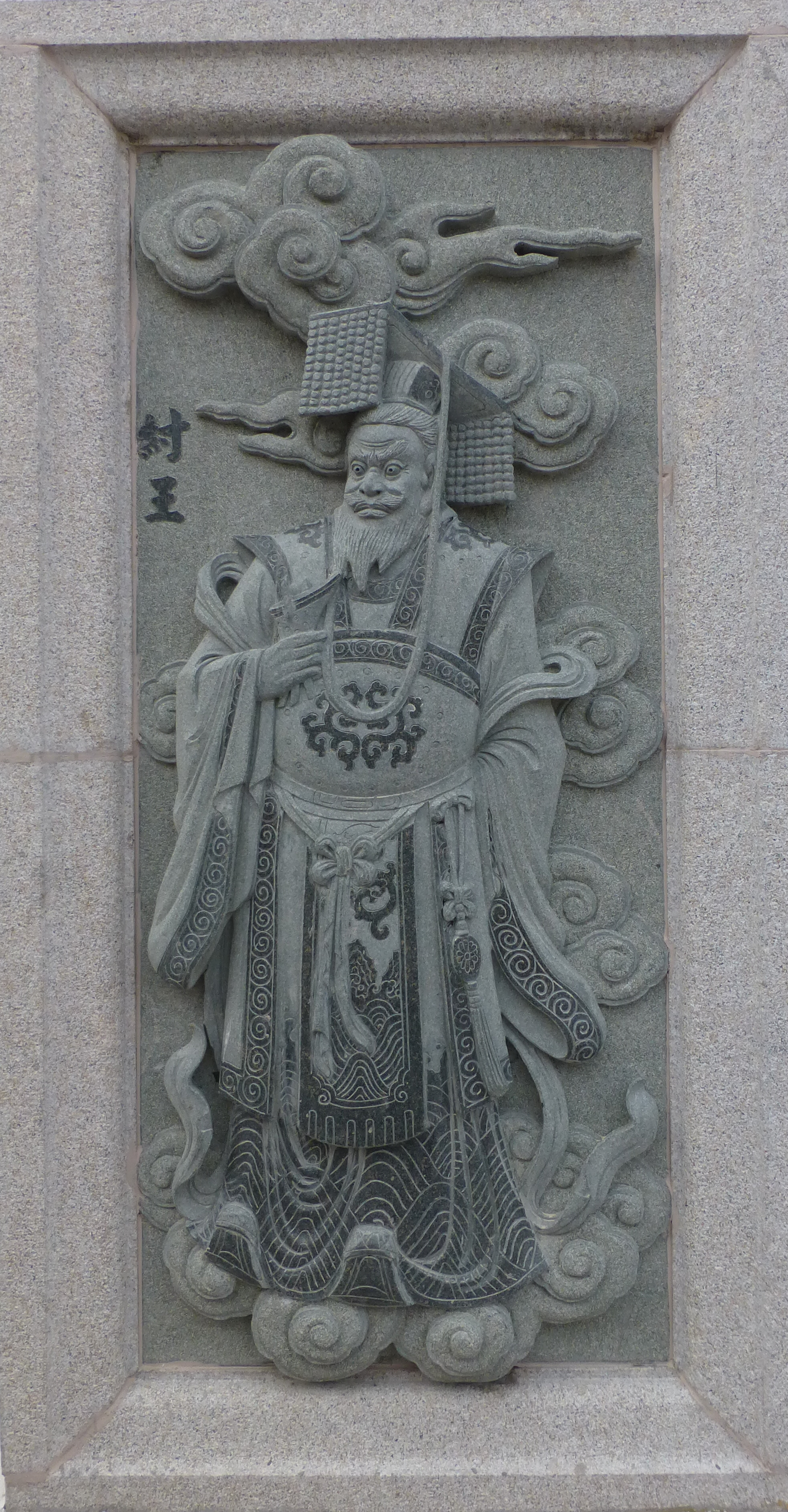
紂王

《封神演義》的世界分為「仙界」和「人界」。道教始祖鴻鈞老祖有三名弟子，太上老君、元始天尊和通天教主。太上老君創人道教；人類出身的道士、神仙屬於闡教，在崑崙山上修行，以元始天尊為教主；除少數人類之外，許多動物、植物經過修練成精後則加入截教，奉通天教主為尊。雖然闡教與截教都屬鴻鈞老祖門下，但闡教認為截教的門人並非正派，因此兩派互相對立，有道是「一道傳三友，二教闡截分」。故事中另外還有一派西方教，暗指佛教的前身。
《封神演義》的舞台是西元前十二世紀的中國，當時統治中國的商朝正走向衰敗的局面，末代君主紂王題詩調戲女媧娘娘，憤怒的女媧差遣千年狐狸精、玉石琵琶精和九頭雉雞精進入宮中，魅惑紂王以斷送商朝。狐狸精化身為冀州侯蘇護之女蘇妲己，和紂王成天享樂，敗壞國家制度。於是，叛變商朝的西伯侯姬昌率領眾人與商朝對抗，最終建立了新的王朝：周朝。而另一方面，仙界則正逢一千五百年一次的殺劫，不得不殺生以渡此劫。趁著凡間混亂之際，仙界也開殺戒，為此，三教共同訂立了「封神榜」，這塊榜單上有三百六十五個名，記載著將被冊封為神祇的人、仙、道士或妖精，藉此將符合條件者都封為神祇。故事的主角姜子牙便是受了天命，輔佐周文王和周武王討伐紂王，並執行封神的崑崙山道士。

### 蘇妲己進宮（对应第1-11回）
殷商末年，紂王當政，紂王在女媧聖誕，率百官往女媧宮進香時，見女媧聖像國色天香，便題詩一首。女媧回宮後見紂王題詩褻己，十分憤怒，便喚來軒轅墳千年狐狸精、玉石琵琶精、九頭雉雞精，命三妖惑亂君心，斷送成湯江山。千年狐狸精殺死冀州侯蘇護之女蘇妲己，化身為她入宮誘惑紂王，使紂王沉迷酒色，百姓苦不堪言。儘管煉氣士雲中子、姜皇后以及商容、梅伯等忠臣勸諫紂王，但由於妲己妖言惑君，兩位奸臣費仲、尤渾又推波助瀾，使得梅伯遭炮烙之刑處死，姜皇后遭剜目後氣死，商容則自認有負社稷，撞石柱自盡。這些動盪讓武成王黃飛虎開始違抗紂王旨意，也逼得二位太子殷郊、殷洪潛逃出宮，進而被十二仙中的赤精子和廣成子帶回山中收作徒弟。但紂王並沒有就此罷休，他聽取費仲之策，將四大諸侯誆進都城，打算斬草除根，東伯侯姜桓楚和南伯侯鄂崇禹因此而死，而西伯侯姬昌以卜卦逃過死劫。這一部分還介紹了姬昌的第一百個兒子雷震子，他在風雷過後誕生，被姬昌收做義子後又被雲中子帶走、收作徒弟。

### 哪吒出世（对应第12-14回）

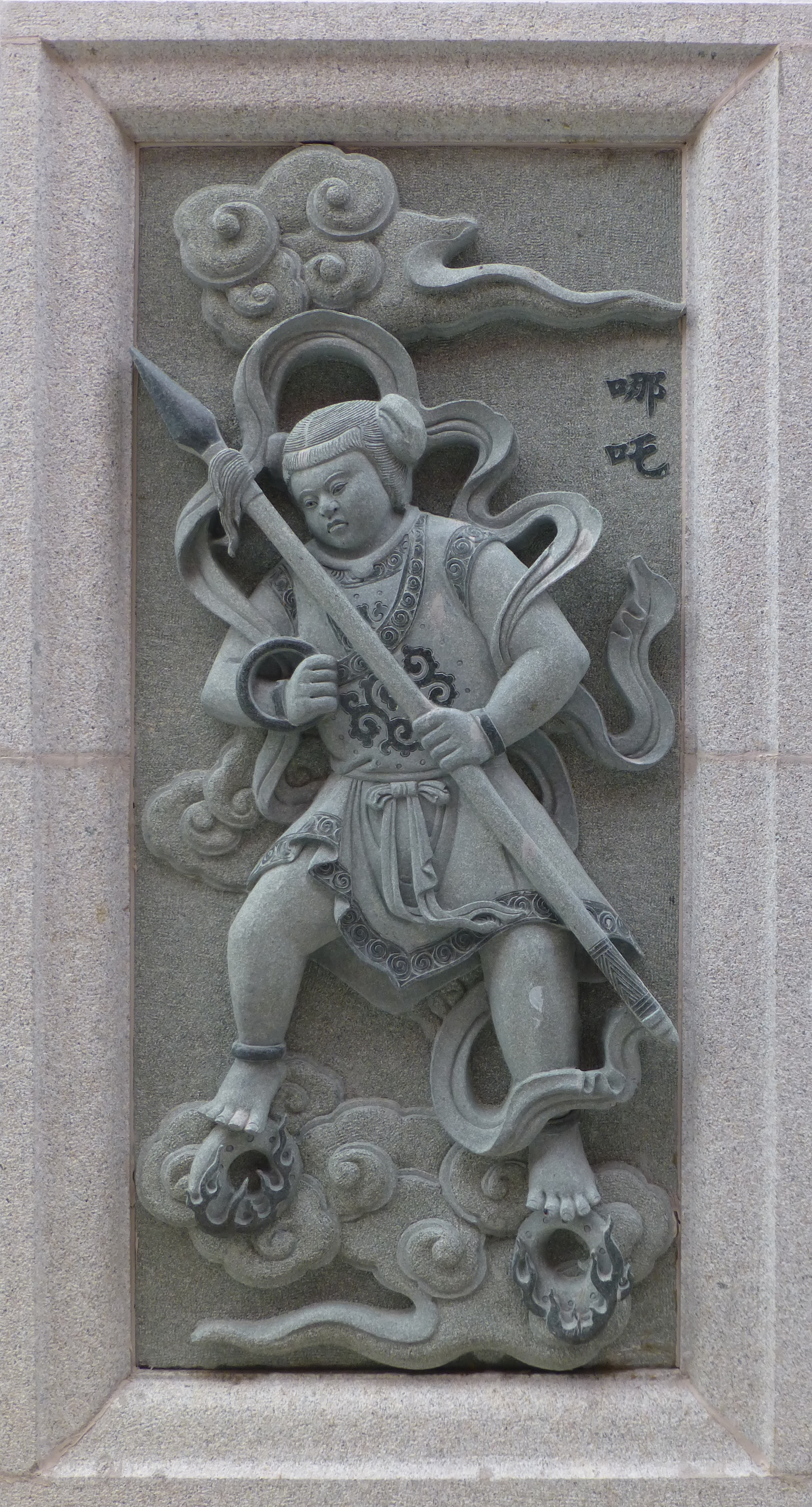
哪吒

哪吒是陳塘關總兵李靖的第三個兒子，是太乙真人的法寶靈珠子下世，出生時便穿戴法寶，被太乙真人收作徒弟。哪吒七歲時在東海口戲水，先後打死龍王敖光的部下李艮和太子敖丙，讓李靖極為不滿。哪吒不願連累爹娘，便剖腹剜腸贖過。殷氏擔憂哪吒魂魄無棲，瞞著李靖造哪吒的行宮，李靖得知後憤而燒毀行宮，哪吒只得回去找師父。太乙真人讓哪吒以蓮花為憑再度降生，又傳他多件法寶。哪吒隨後回陳塘關要殺李靖，但被李靖以燃燈道人傳授的寶塔所制伏。父子倆和好後隨各自的師父修行，並在之後協助姜子牙作戰。

### 姜子牙下山（对应第15-18回）

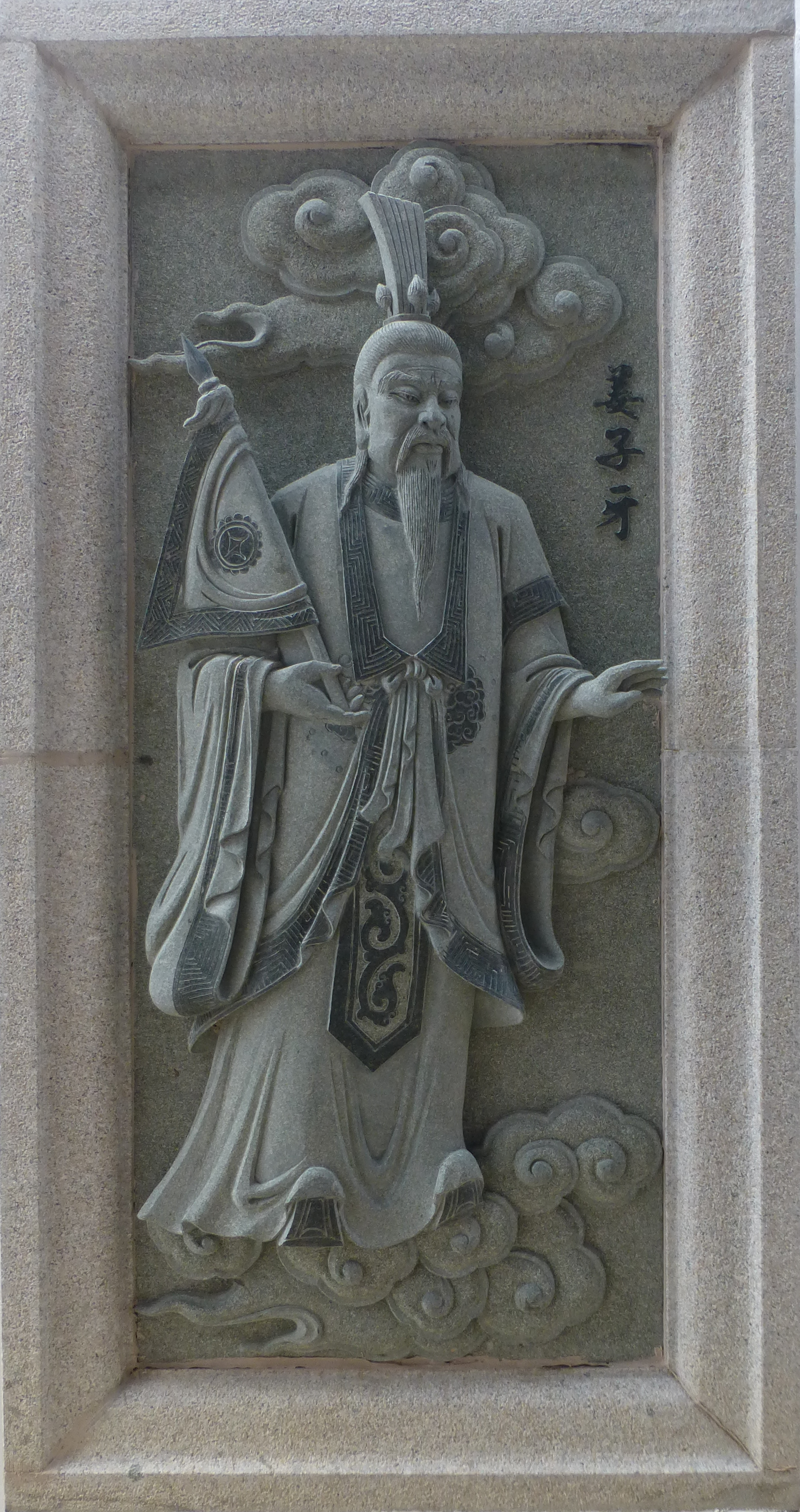
姜子牙

姜子牙自三十二歲起上山學道，儘管虔心修道四十載，卻沒有成仙之才，只有人間之福可享。其師元始天尊要他下山封神，輔佐明主。姜尚下山後投靠義兄宋異人，和馬氏成親，並賣起笊籬和麵粉，但皆做不成生意。宋異人知姜子牙懂風水，便讓他開相命館。姜子牙料事如神，名號轟動朝歌，又識破玉石琵琶精的原形，讓紂王授他欽天監一職。妲己見妹妹飽受痛苦，便刁難姜子牙建造華美的高台「鹿臺」，實則是要殺他。姜子牙借水遁逃跑後，崇侯虎接下此職。而馬氏知道丈夫辭官後怪他沒出息，兩人就此離異。姜子牙離開宋家莊，遇見因不願造鹿臺而逃的百姓，便用土遁送百姓到西岐避難。而妲己則是將琵琶放在摘星樓上吸收日月精華，待五年後讓她化身為美女王貴人入宮惑紂。而妲己除鹿臺之外，又造蠆盆、建酒池肉林，逼得忠臣膠鬲在諫君後自盡，楊任被挖去雙目。之後，清虛道德真君救活楊任，令他輔佐周王。

### 飛熊入夢（对应第19-23回）
姬昌已在牢裡度過七年，其長子伯邑考打算進貢祖傳珍寶來代父贖罪。妲己見伯邑考年輕俊美，卻又留他不下，便謊稱伯邑考調戲自己。伯邑考忍無可忍、動手弒君，失敗後妲己將他剁成肉醬，騙姬昌吃下。精通易數的姬昌早知盤中餐是兒子的肉，但抗命會惹殺身之禍，只好忍痛食子。姬昌次子姬發得知後，按散宜生之策買通費仲、尤渾，讓他們在紂王耳邊美言幾句，紂王便釋放了姬昌。姬昌出逃之事敗露，紂王差殷破敗、雷開領兵捉拿逃官。雲中子令雷震子下山助父，雷震子輕易將殷、雷二人的兵馬嚇退。姬昌回到西岐，想起伯邑考時不覺作嘔，嘔出三隻兔子。之後、姬昌欲造「靈臺」以占風候、驗民災，靈臺建好後的夜裡，姬昌夢見了飛熊，散宜生告訴姬昌，這是周將大興的預兆。

### 姜太公釣魚（对应第24-25回）
姜子牙自從棄卻朝歌後便在渭水以針垂釣，樵夫武吉笑他以針釣魚，姜子牙道自己是在釣王侯，又說武吉將會殺人。起初武吉不信，但他到西岐賣柴時不慎打死了王相，本來要被處刑，但他拜姜子牙為師後，姜子牙授他保命法逃過死劫。光陰似箭，一日文王率文武至南郊遊玩，聽聞武吉歌聲，並自他之口得知姜子牙這一奇人。文王認為姜子牙定是自己夢中的飛熊，便聘請姜子牙為右靈台丞相。周文王親自給姜子牙拉車，走了八百多步，姜子牙便推算周朝能持續八百年。其後，姜子牙治國有方，安民有法，西岐百姓安居樂業。

### 比干剖心（对应第26-29回）
紂王和妲己蒞臨完工的鹿臺，為取信紂王，妲己回軒轅墳讓狐子狐孫在月圓之夜化身為神仙，營造眾神降臨鹿臺之感。紂王見神仙降臨，龍心大悅，但隨侍的比干卻覺得狐騷臭不可聞，便將此事告知黃飛虎。黃飛虎命家將尾隨狐狸精回巢，再放火燒燬狐狸窩。比干剝了狐狸皮，做成襖獻給紂王。此舉讓妲己甚是痛恨，便裝病要吃珍奇心臟「玲瓏心」治病，又讓九頭雉雞精化身為自己的義妹胡喜媚，喜媚告訴紂王宮內僅比干有玲瓏心。比干知死難臨頭，想起先前姜子牙交給自己的簡帖，按內容所說飲下符水護五臟。剖腹取心後，比干出了午門，聽見一老婦叫賣無心菜，便問她「人若是無心，如何？」，老婦答：「人若無心，即死」，比干聽了鮮血四濺而亡。

### 武成王造反

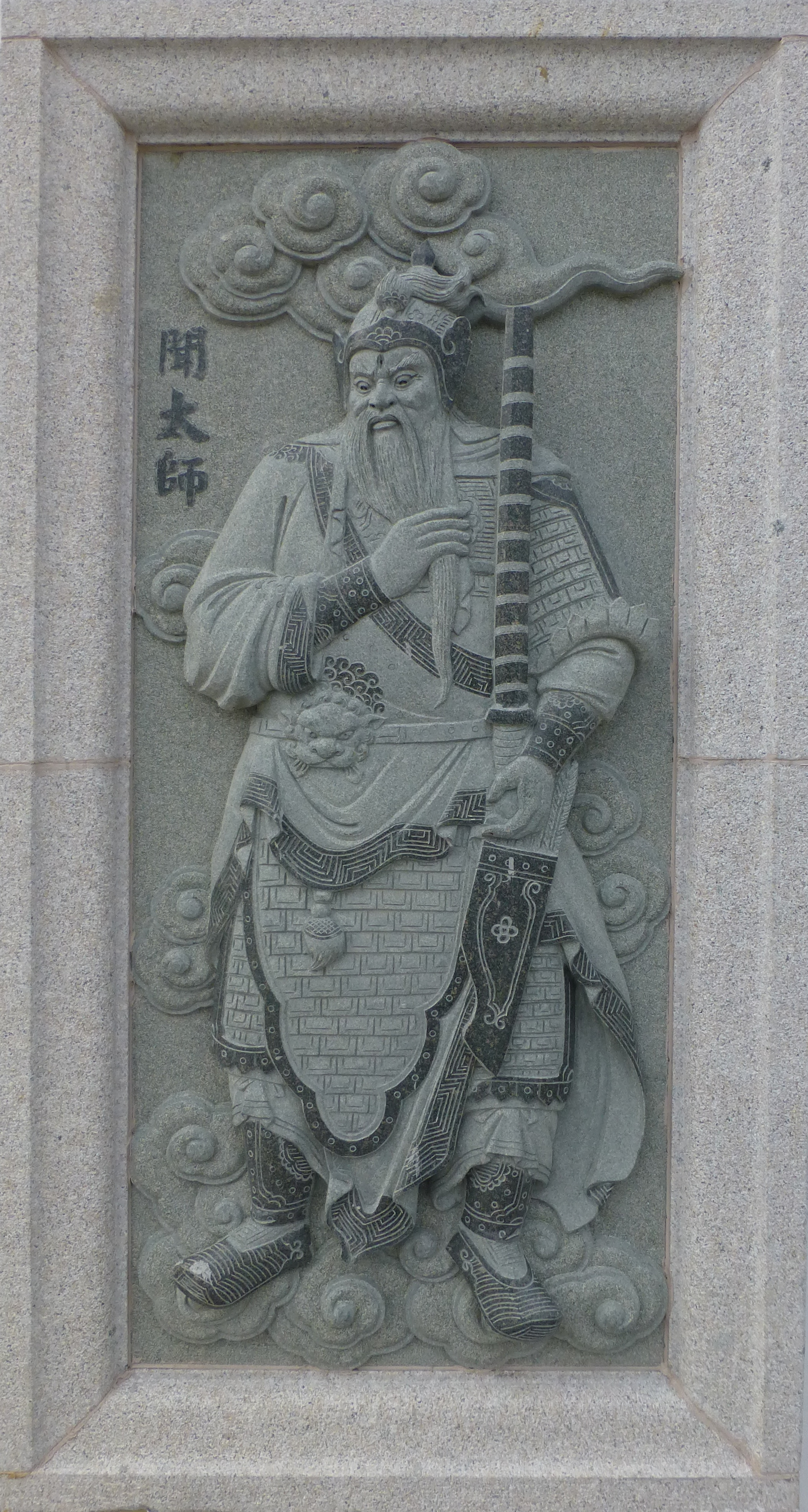
聞太師

聞仲是商紂時的太師，長年遠征北海，歸來見到紂王貪戀酒色，便下令毀炮烙、酒池和蠆盆，又啟程往東海平亂。太師走後，紂王故態復萌。話分兩頭，姜子牙派南宮适率兵至崇城討戰，最終拿下侯虎父子，但姬昌見了侯虎首級後神魂不定，不久後便薨逝，後謚為周文王。姜子牙立姬發為武王。時逢元旦，黃飛虎的元配賈氏入宮朝賀，由於君見臣妻有違禮節，而妲己對黃飛虎懷恨在心，便設計讓紂王駕到。紂王見賈氏風姿綽約，便出手調戲她，賈氏不堪受辱，跳摘星樓自盡。西宮的黃貴妃是黃飛虎之妹，聽聞嫂嫂被妲己害死，痛打妲己和紂王數拳，遭紂王扔下樓而死。黃飛虎聞訊後決心造反，聞太師自東海歸來，聽聞此事後便出兵追黃飛虎，而飛虎等人又先後遭陳桐、陳梧、黃滾、韓榮、余化等將士阻攔。所幸清虛道德真君派黃飛虎長子黃天化下山救父，賈氏亦顯靈救了飛虎。黃家眾將最終歸順西岐，周武王封他做開國武成王。

### 九龍島四聖、魔家四將
聞太師先後派遣晁田、晁雷、風林、張桂芳等多位部將出擊，皆不能取勝。姜子牙擔憂朝歌又將派大批人馬，故先上崑崙請救兵，但他一時大意，被師弟申公豹迷惑，差點燒了封神榜、投商滅周，幸虧南極仙翁相助才讓封神榜安然無恙。申公豹臨別前發下豪語，要讓西岐化成血海。之後，姜子牙前往東海收軒轅總兵官柏鑑，讓他在岐山督造封神臺。聞太師請來九龍島四聖助陣，這四人坐騎皆是奇獸，姜子牙的凡馬嚇得癱軟，只得二上崑崙山。元始天尊把四不相給姜子牙做坐騎，又授他打神鞭做武器。之後，九龍島四聖和風林都被擊死，張桂芳知不能取勝後，提槍自盡。聞太師又派魯雄、費仲、尤渾上陣，但三人皆遭姜子牙作法凍死。聞太師再派魔家四將（魔禮青、魔禮紅、魔禮海、魔禮壽）上陣，雙方起初僵持不下，但魔家四將各有法寶，姜子牙等人節節敗退。此時黃天化和玉鼎真人的徒弟楊戩前來助陣，楊戩通曉變化，他殺死魔禮壽控制的怪獸花狐貂後，偽裝成花狐貂，待四將熟睡後把他們的法寶全數偷走，而黃天化用師父傳他的攢心釘接連將四將釘死。

### 十絕陣
聞太師在黃花山收了四位部將，又前往金鰲島請十天君助陣，這十位天君各有玄妙陣法。姚天君首先擺開落魂陣，他紮草人企圖咒死姜子牙，姜子牙的魂魄差點因此飄往封神臺，所幸被太上老君救回。眾上仙見姜子牙歷劫歸來，對破十絕陣都沒有把握，此時燃燈道人前來相助，眾人便決定由他任主將。會陣當日，十天君對上十二仙，先由秦天君擺開天絕陣，入陣者會被雷鳴震碎全身，但遭廣法天尊以遁龍樁制伏。趙天君擺出地烈陣，入陣者將受雷火侵襲，懼留孫用綑仙繩縛住趙天君後，遂破此陣。董天君擺出風吼陣，入陣者會受風中利刃切削而死，在向度厄真人取得定風珠後，陣法被慈航道人所破。袁天君擺出寒冰陣，普賢真人入陣後用金光把銳利冰刀溶化，再用吳鉤劍斬殺袁天君。金光聖母擺出金光陣，入陣者會被金光化為膿血，廣成子入陣後用番天印打死金光聖母。孫天君設下化血陣，入陣者會化作血水，太乙真人入陣後用九龍神火罩殺死孫天君。聞太師見六陣被破，便至峨嵋山請趙公明襄助。

### 趙公明
趙公明出戰後一鞭打死了姜子牙，法寶定海珠亦力壓五位上仙，但卻不敵五夷山散人蕭升、曹寶，敗至三仙島找三位妹妹借金蛟剪和混元金斗兩件法寶。姜子牙被廣成子用仙丹救活，而雲遊四方的陸壓道人也前來助姜子牙，陸壓用釘頭七箭書把趙公明射死，十天君只好再度擺陣。白天君擺開烈焰陣，入陣者受三昧真火灼燒，陸壓入陣後用葫蘆殺死白天君。姚天君設下落魂陣，入陣者傾刻便魂飛魄散，赤精子入陣後用陰陽鏡一照，殺死姚天君。王天君擺出紅水陣，入陣者若碰到陣中紅水將化為血水，道德真君乘蓮花入陣，用五火七禽扇把王天君搧成紅灰，遂破此陣。張天君設下紅沙陣，入陣者將被飛砂碎骨而死，周武王親自出面破陣，在陣中受命定的百日之苦。三仙島的三位仙姑受申公豹之託，出島助聞太師，她們一度擒住陸壓，卻被他成功脫逃。三仙姑擺開凶險的九曲黃河陣，此陣把崑崙十二仙盡數困住，姜子牙只得請元始天尊和太上老君出面破陣。之後，南極仙翁入紅沙陣，用玉如意擊中張天君後心，破陣後把武王救出。聞太師見十陣俱遭破解，只得敗至岐山，卻沿路遇伏，最終誤上絕龍嶺，被雲中子用通天神火柱燒死，為國捐軀。

### 姜子牙設計收鄧九公

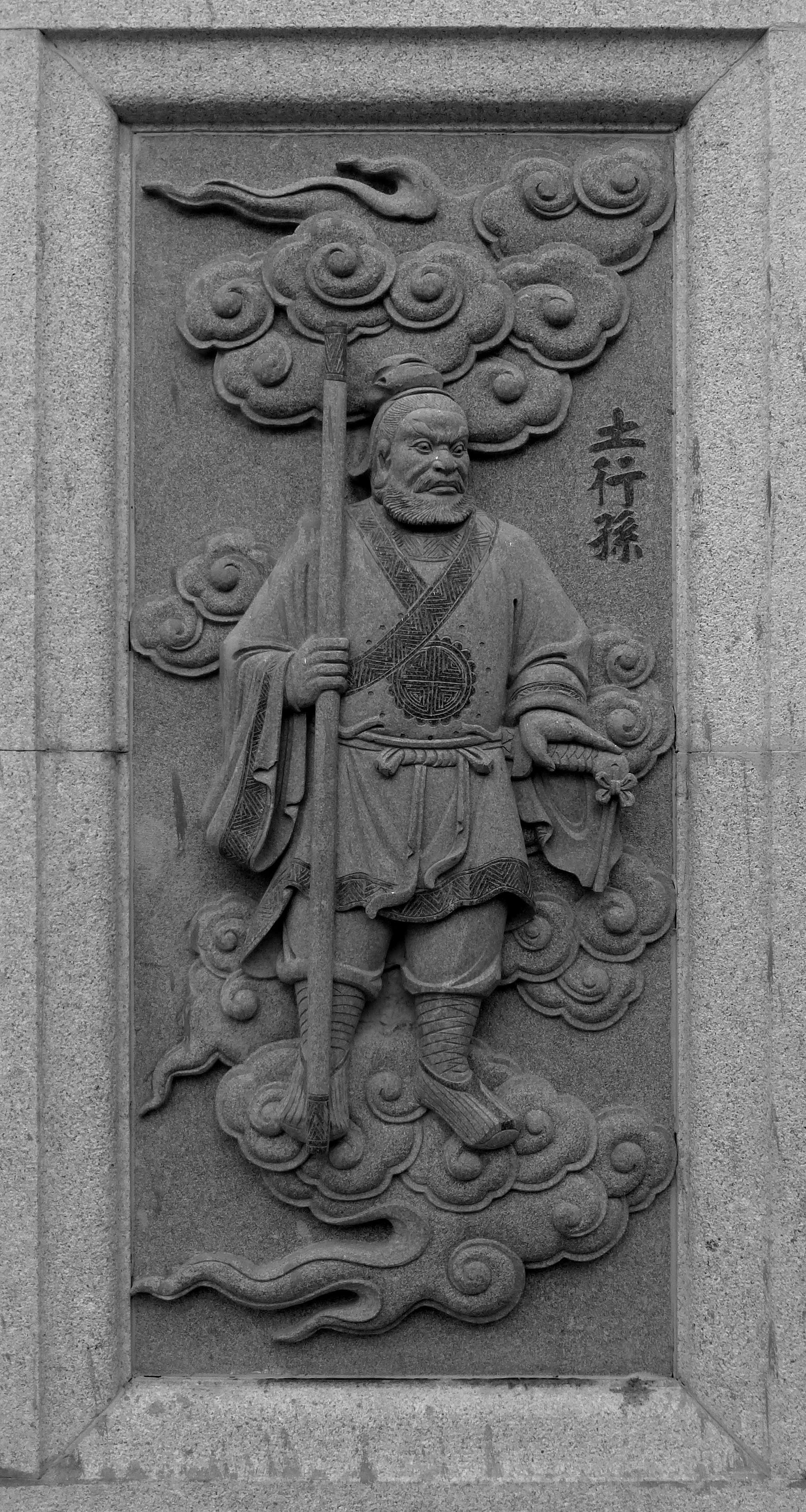
土行孫

申公豹再尋仙客替聞太師復仇，他煽動十二仙懼留孫之徒土行孫偷師父的綑仙繩，下山做討伐西岐的鄧九公的部將。起初，鄧九公見土行孫又矮又醜，便讓他做督糧官，但在鄧九公敗給西岐軍、女兒鄧嬋玉又被楊戩放哮天犬咬傷後，他才想起土行孫，便讓他做主帥。土行孫以地行之術和綑仙繩連勝哪吒、黃天化等大將，鄧九公十分欣喜，打算將嬋玉許配給他。但土行孫卻在行刺姜子牙時失手，後被懼留孫制伏，歸順西岐。而姜子牙利用土行孫和鄧嬋玉的姻緣，讓鄧九公只得棄商投周。紂王聞奏後，再派蘇護、張山和李錦出兵討伐，期間又有煉氣士呂岳、蓬萊島羽翼仙相助，但皆戰不勝西岐軍。蘇護見大勢已去，便同鄭倫一起歸周，而呂岳敗回九龍島，羽翼仙則是被燃燈道人降伏。

### 殷郊與殷洪
殷郊和殷洪是商紂王之子，由皇后姜氏所生，殷郊本為太子，殷洪為郡王。在妲己設計害死姜皇后後，二位王子被以預謀弒君的罪名判了死刑，後來兩人被闡教仙人所救，修道有成，各自從師父手中領了法寶，下山輔佐周武王。殷洪下山後，被申公豹所誘，改變心意與周為敵，雖然一氣仙馬元襄助，但馬元被赤精子以太極圖化成飛灰。由於封神榜上無馬元之名，準提道人便將他接引至西方。另一方面，殷郊拜別師尊後收了溫良、馬善二位部將，申公豹以殷洪慘死的事激他與姜子牙作對，殷郊憤而幫助殷朝。火龍島焰中仙羅宣出面助他，但羅宣不敵龍吉公主，最終被李靖用寶塔燒死。而殷郊則被姜子牙和燃燈道人所敗，受犁耕而死。紂王傳旨命洪錦出征，洪錦不敵龍吉公主，本要被她殺死，但月合老人說兩人有緣，兩人便擇日成親。

### 出兵朝歌
姜子牙登台行拜將大禮後，便率兵往朝歌進軍。孔宣在金雞嶺阻攔，他背後有五道神光，見者昏迷，而他的部將高繼能放蜈蜂殺死黃天化，黃飛虎為子報了仇，而孔宣則與西方教有緣，被準提道人帶至西方。在佳夢關前，廣成子殺死多寶道人門下的火靈聖母，把她的金霞冠繳還碧遊宮，因此和截教門人齟齬，埋下往後萬仙陣的契機。而姜子牙則在關前對上了申公豹，申公豹用開天珠打傷姜子牙，卻被懼留孫的綑仙繩所縛，他在元始天尊的面前發誓不再阻撓姜子牙，否則將身子塞北海眼。
西岐軍至青龍關，青龍關督糧官陳奇能從口中哈出一股黃氣，鄧九公中此術後滾鞍落馬，遭到斬首。土行孫見狀，令鼻子能哼出兩道白光的督糧官鄭倫上陣，此哼哈二將不分高下，但哪吒和黃飛虎從旁助陣，最終由黃飛虎將陳奇刺死。之後，西岐軍又連敗余化、余元二位道士，以及汜水關守將韓榮之子韓昇，而韓榮在兒子戰敗後墜樓而死。

### 誅仙陣與萬仙陣

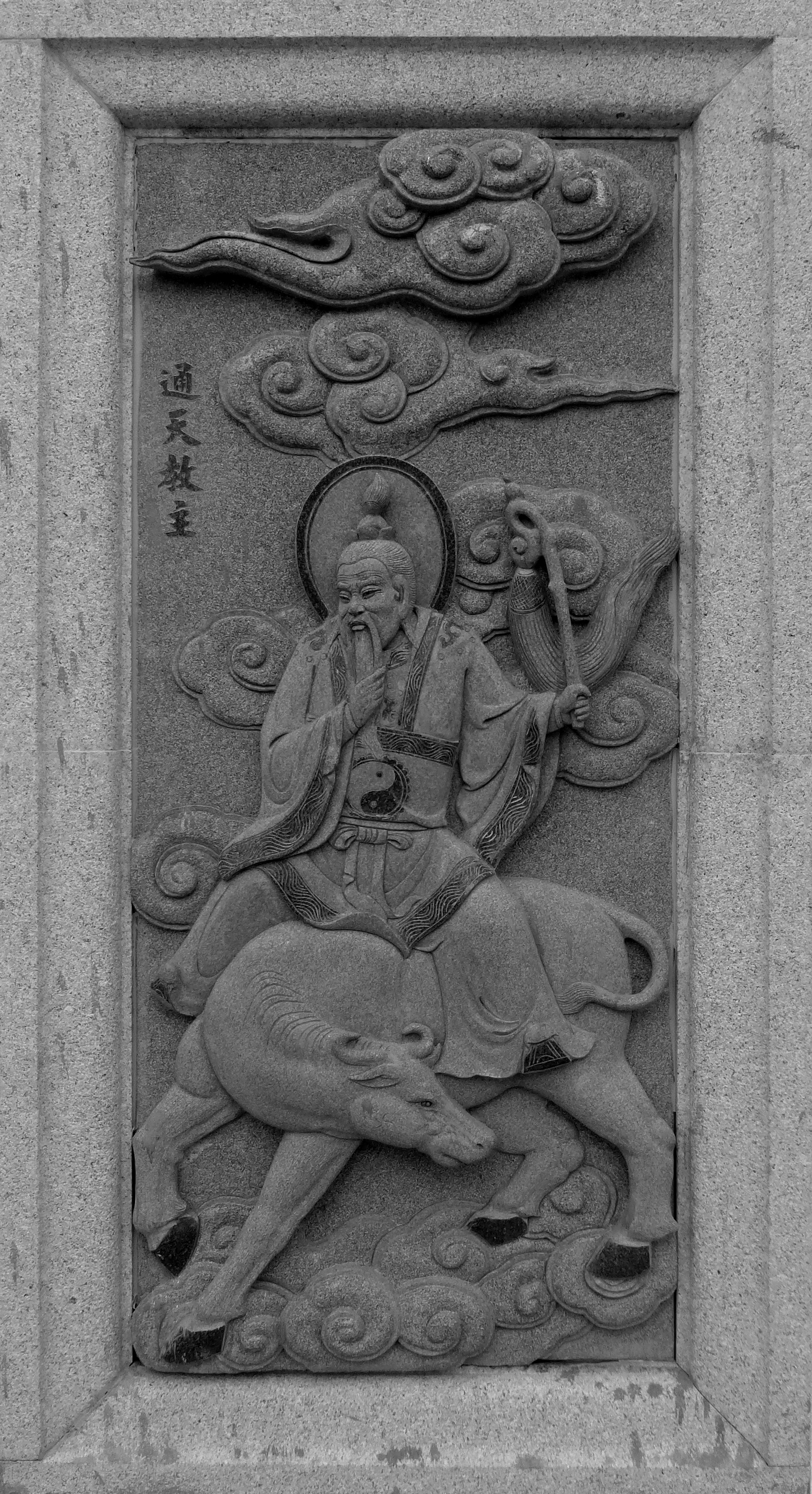
通天教主

截教師尊通天教主率領門下弟子擺開誅仙陣。太上老君見師弟阻撓周兵應天命，便一炁化三清，打得通天教主敗退，而誅仙陣亦被元始天尊、太上老君、準提道人、接引道人聯手破之。軍隊一路通過界牌關、穿雲關和潼關，徐蓋棄暗投明歸順大周，徐芳、余化龍父子、法戒、呂岳等多位守官部將和截教門人相繼陣亡和被收服。截教眾仙最終佈下萬仙陣，要與闡教一決高下，而始終與姜子牙作對的申公豹亦在萬仙陣中。雙方仙道各顯神通，戰況甚是激烈。萬仙陣最終被元始天尊、太上老君、接引道人、準提道人聯手破之，正當餘下截教散仙商議如何再起時，三教之祖鴻鈞老祖來至。鴻鈞老祖痛斥通天心生嗔痴，為非作歹，又要三弟子服下丹藥，若三人再有互鬥意圖，則腹中丹藥發作，立即使之斃命。之後，各路仙道各自回宮，元始天尊駕回玉虛宮途中見到逃竄的申公豹，便把違背誓言的他用蒲團捲去塞北海眼。

### 梅山七怪

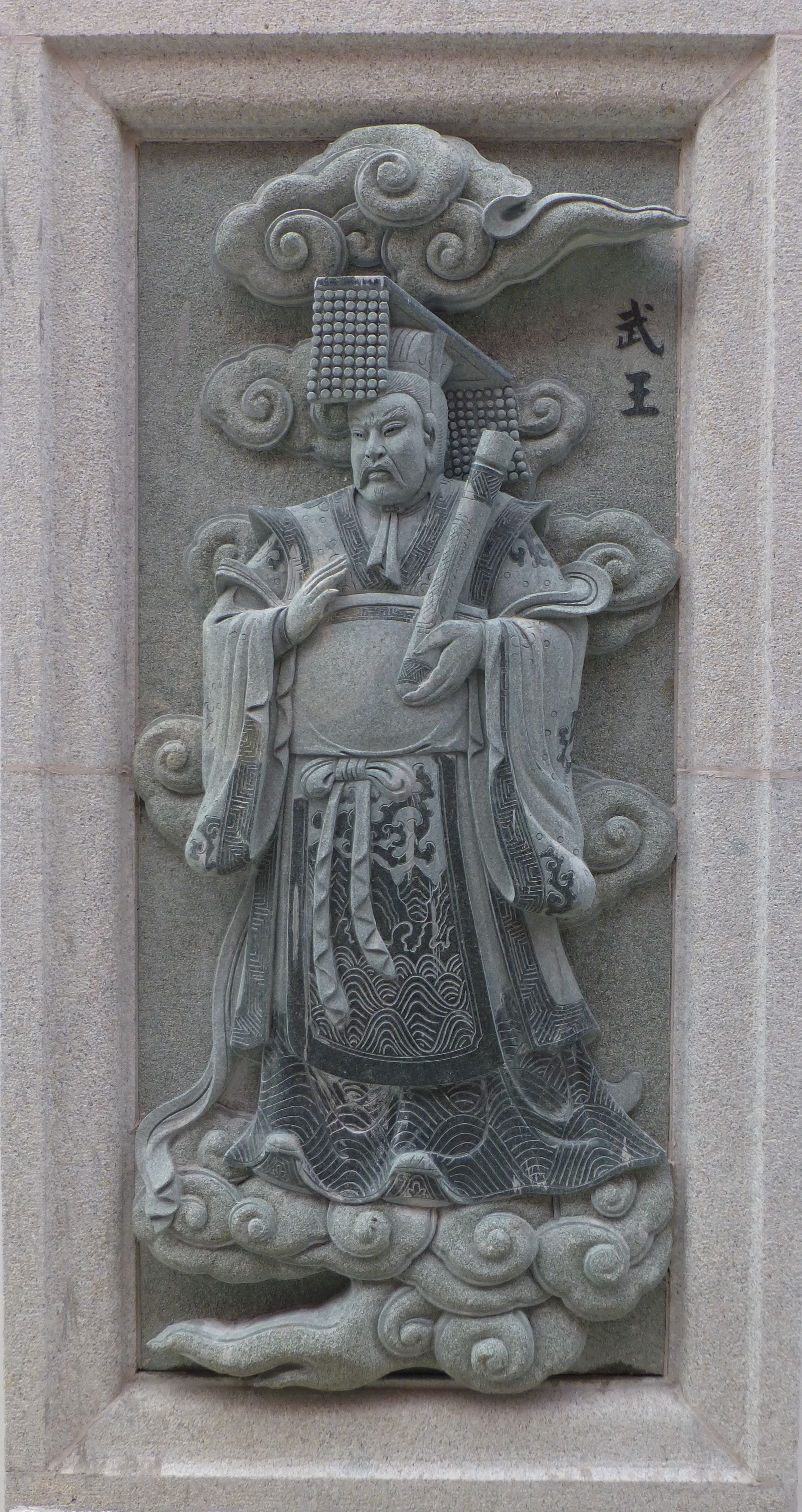
周武王

在西岐進軍期間，紂王和妲己仍持續著殘虐之舉，他們敲碎一老一少的脛骨，比較兩者骨髓的疏密，剖開孕婦的肚子，驗證胎兒性別和面朝方位。西岐軍過了臨潼關，擊敗守將歐陽淳和多位副將。但澠池縣總兵官張奎及其妻高蘭英十分厲害，黃飛虎、崇黑虎、土行孫和鄧嬋玉都命絕於此。眼見戰況如此慘烈，姜子牙只得暫時退之。懼留孫知徒弟戰死後，將調虎離山之計傳予姜子牙等人。張奎中計後被楊戩用指地成鋼符困住，後遭韋護一杵打死，而高蘭英則是命喪哪吒鎗下。
在紂王的重賞下，梅山七怪應求賢之詔，率兵馬迎擊西岐軍。梅山七怪是七位由動物修練而成的精怪，而由桃精、柳鬼化成的精怪高明、高覺，還有巨人鄔文化也來襄助，但高明、高覺、鄔文化皆死在姜子牙手裡，梅山七怪之首袁洪雖與楊戩難分高下，但女媧娘娘傳楊戩山河社稷圖後，楊戩用圖把袁洪困在幻境中。七怪最終皆被斬殺，但周營也折損了鄭倫、楊任、龍鬚虎等將領。

### 商周更迭
西岐軍勢如破竹，更殺死紂王駕下大將殷破敗，不過一時也難以攻破朝歌城。姜子牙擬了稿，讓兵士以箭將告示射入城中，讓百姓知曉紂王的惡行惡狀。半夜時分，百姓大開朝歌城四門，迎接武王的到來。紂王見兵臨城下，只得會兵一戰，在子牙道盡紂王十大罪後，三路諸侯大戰紂王，縱有三位將軍上前助紂，但紂王仍敗回午門。紂王知道天意難回，在與蘇妲己、胡喜媚、王貴人道別後，獨自往摘星樓去。而蘇妲己等三妖則被楊戩等人追殺，途中逢女媧娘娘駕至。女媧痛斥三妖縱慾殺人，殘害忠良。三妖最終被梟首示眾。紂王在摘星樓上見三后首級，十分哀慟，自焚而死。
周武王命人收拾紂王骸骨，以天子之禮葬之。之後廣散鹿臺之財，施行德政。馬氏聽說自己當年的相公如今享大富貴，羞慚自縊而死，魂魄飛往封神臺。姜子牙知大事已定，便至封神臺冊封眾神。在讀畢元始天尊誥敕後，依序封了三百六十五位正神，完畢後，眾神各去領受執掌。次日早朝，武王登殿，封列國諸侯，而姜子牙則持續輔佐周武王，讓百姓安居樂業，天下太平。

## 註解
1. ↑  仙人心中想殺人的衝動
2. ↑  「兔子」諧音「吐子」，三隻兔子象徵伯邑考的三魂
3. ↑  此即成語「飛熊入夢」的典故
4. ↑  此即歇後語「姜太公釣魚——願者上鉤」的典故
5. ↑  此即典故「比干剖心」